# Let's Dance (Chris Montez-låt)
Let's Dance är en rock'n'roll-låt komponerad av Jim Lee. Låten blev en internationell hit i en inspelning av den amerikanske sångaren Chris Montez 1962, som producerades av kompositören Lee. Låttexten som består av en uppmaning till dans nämner ett flertal danser som var populära 1962, som "twist", "the stomp" och "the mashed potato".
Låten spelades in som cover av Ola and the Janglers 1968, vilka också utgav ett album med titeln Let's Dance samma år. Deras version blev en stor svensk hit, samt en internationell framgång då de lyckades ta sig in på Billboard Hot 100-listans nedre region med den 1969. Med en 92:a placering var de den första svenska popgruppen (dock ej första svenska artist som var Siw Malmkvist) att nå listplacering i USA. Ola and the Janglers version blev också singeletta i Danmark 1969.
Den spelades senare även in av The Ramones på deras debutalbum 1976.

## Listplaceringar, Chris Montez
| Lista (1962-1963) | Position              |
| ----------------- | --------------------- |
| Flandern          | 1                     |
| Frankrike         | 14                    |
| Irland            | 3                     |
| Nederländerna     | 3                     |
| Norge             | 2 (VG-lista)          |
| Storbritannien    | 2                     |
| Sverige           | 1 (Kvällstoppen)      |
| Sverige           | 1 (Tio i topp)        |
| USA               | 4 (Billboard Hot 100) |
| Västtyskland      | 7                     |

## Listplaceringar, Ola and the Janglers
| Lista (1968-1969) | Position               |
| ----------------- | ---------------------- |
| Danmark           | 1 (DR "Top 20")        |
| Sverige           | 1 (Kvällstoppen)       |
| Sverige           | 1 (Tio i topp)         |
| USA               | 92 (Billboard Hot 100) |